# Thomas Edward Lawrence
El tinent coronel Thomas Edward Lawrence CB, DSO (16 d'agost de 1888 - 19 maig de 1935), conegut com a T. E. Lawrence, fou un funcionari britànic reconegut per la funció d'enllaç que va dur a terme durant la Rebel·lió Àrab del 1916 al 1918. Les notes autobiogràfiques, juntament amb l'extraordinària amplitud i varietat de les seves activitats i associacions, l'han convertit en objecte de fascinació i l'han popularitzat com a Lawrence d'Aràbia, un nom que va ser donat a conèixer arreu del món l'any 1962 amb la pel·lícula Lawrence d'Aràbia, que es basa en la seva vida.
La projecció pública de la imatge de Lawrence es va deure en bona part al periodista americà Lowell Thomas, qui publicà un reportatge de la Rebel·lió Àrab, com també a l'obra autobiogràfica de Lawrence, que titulà  Els set pilars de la saviesa.

## Biografia

### Primers anys

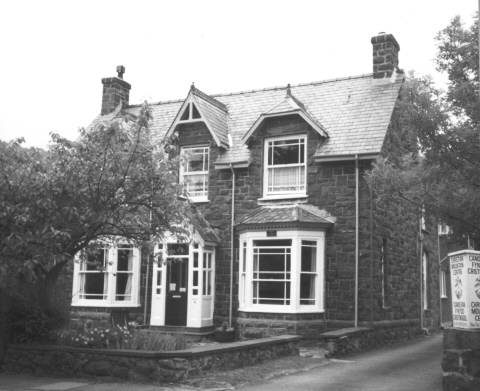
Casa on nasqué T. E. Lawrence. La casa va ser originalment anomenat "Gorphwysfa ans de rebre el nom anglès de "Woodlands ". Més tard va tornar al seu nom original, encara que amb l'ortografia moderna gal·lesa és "Gorffwysfa, però més recentment ha estat canviat a "Casa Lawrence".

Lawrence va néixer a Gorphwysfa a Tremadog, Caernarfonshire (ara Gwynedd), Gal·les. El seu pare, d'ascendència angloirlandesa, Sir Thomas Tighe Robert Chapman, que el 1914 va heretar el títol de setè Baronet de Westmeath a Irlanda, havia abandonat a la seva esposa Edith per la institutriu de les seves filles Sarah Junner (nascuda il·legítimament d'un pare anomenat Lawrence, i que faria que ella mateixa s'anomenés "Miss Lawrence" a la llar Chapman). La parella no es va casar.
Thomas Chapman i Sarah Junner van tenir cinc fills il·legítims, d'entre els quals hi havia Thomas Edward, que n'era el segon més gran. La família vivia al 2 de Polstead Road, a Oxford sota el nom del senyor i la senyora Lawrence. Thomas Edward (conegut familiarment com a "Ned") va assistir a la City of Oxford High School for Boys (on posteriorment una de les quatre cases va ser anomenada "Laurence" en honor seu; l'escola va tancar el 1966). Com a escolar, un dels seus passatemps favorits era anar en bicicleta a visitar les esglésies del país, on feia calcs dels relleus que, en coure o metall, cobrien moltes tombes antigues. Lawrence i un dels seus germans es van convertir en oficials de la Church Lads' Brigade a l'Església de Sant Aldate.
Lawrence va afirmar que cap al 1905 es va escapar de casa i que serví per unes poques setmanes com a nen soldat amb la guarnició de l'Artilleria Reial al castell de St Mawes a Cornualla. No hi ha proves d'això als registres de l'exèrcit.
Lawrence de 1907 es va educar al Jesus College, Oxford. Durant els estius de 1907 i 1908, va viatjar per França en bicicleta, fent fotografies, dibuixos i mesuraments dels castells que dataven del període medieval. A l'estiu de 1909, va marxar sol durant tres mesos pels castells croats a Síria, durant la qual va recórrer 1.000 milles a peu. Lawrence es va graduar amb Honors de Primera Classe, després de presentar una tesi titulada "La influència de les Croades en l'Arquitectura Militar Europea – fins al final del segle 12" basant-se en el seu propi camp d'investigació a França, en particular, a Châlus i a l'Orient Mitjà.
Després de la seva graduació l'any 1910, Lawrence va començar una investigació de postgrau sobre la ceràmica medieval al Magdalen College, Oxford que va abandonar després que se li oferís l'oportunitat de convertir-se en arqueòleg a l'Orient Mitjà. El desembre de 1910 va salpar cap Beirut, i l'arribada va dirigir-se a Jbail (Biblos) on estudià àrab. Després va anar a treballar sobre les excavacions a Carquemix, prop de Jerablus, al nord de Síria, on va treballar sota D.G. Hogarth i R. Campbell-Thompson del Museu Britànic. Més tard afirmaria que tot el que havia aconseguit, li ho devia a Hogarth. Mentre s'estava a prop de la frontera turca, prop d'un important encreuament de la Baghdad Railway, va reunir coneixements de gran importància per a la intel·ligència militar. Mentre que excavava a l'antiga Mesopotàmia, Lawrence va conèixer a Gertrude Bell que va ser una influència en ell durant el seu temps a l'Orient Mitjà.

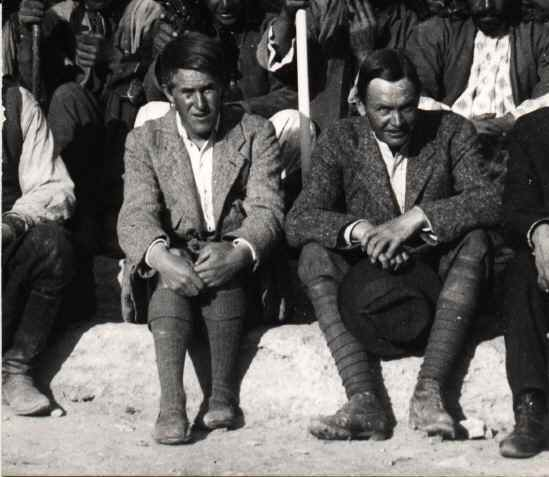
T. E. Lawrence i Leonard Woolley (dreta) a Carquemix, primavera de 1913.

A finals de 1911, Lawrence va tornar a Anglaterra per a una breu estada. Al novembre estava de nou en camí cap a Beirut per a una segona temporada a Carquemix, on va anar per treballar amb Leonard Woolley. Abans de reprendre la feina allà, però, va treballar breument amb William Flinders Petri a Kafr Ammar a Egipte.
Lawrence va continuar fent viatges a l'Orient Mitjà com un arqueòleg de camp fins a l'esclat de la Primera Guerra Mundial. El gener de 1914, Woolley i Lawrence van ser captats per l'exèrcit britànic com una cortina de fum arqueològica per a una exploració militar britànica del desert de Nègueb. Van ser finançats pel Fons per a l'Exploració de Palestina per buscar una zona referida a la Bíblia com el "Desert de Zin"; i al llarg del camí, es va dur a terme un estudi arqueològic del desert de Nègueb, que tenia una importància estratègica, ja que hauria de ser travessat per qualsevol exèrcit de l'Imperi Otomà que volgués atacar Egipte en cas de guerra. Woolley i Lawrence posteriorment va publicar un informe de les troballes arqueològiques de l'expedició, però el resultat més important va ser l'actualització de la cartografia de la zona, amb especial atenció a les característiques d'importància militar, com les fonts d'aigua de fonts. Lawrence també va visitar Àqaba i Petra.
Entre març i maig de 1914, Lawrence va treballar novament a Carquemix. Després de l'esclat de les hostilitats l'agost de 1914, amb l'assessorament del S.F. Newcomb, Lawrence no es va allistar immediatament a l'exèrcit britànic, sinó que es va esperar fins al mes d'octubre, quan va ser nomenat oficial a la llista general.

### La revolta àrab

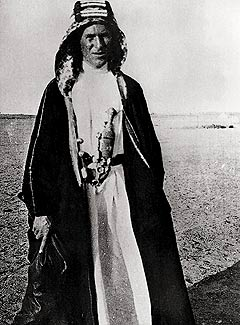
Lawrence a Rabegh, al nord de Jidda, 1917.

A l'esclat de la Primera Guerra Mundial, Lawrence era un investigador universitari de post-grau que durant anys havia viatjat extensament per les províncies otomanes del Llevant (Transjordània i Palestina) i Mesopotàmia (Síria i l'Iraq) amb el seu propi nom. Com a tal va arribar a ser conegut per les autoritats del Ministeri de l'Interior turc i pels seus assessors tècnics alemanys. Lawrence va entrar en contacte amb els assessors tècnics otomano-alemanys, viatjant pels ferrocarrils dissenyats, construïts i finançats pels alemanys en el curs de les seves investigacions.
Fins i tot si Lawrence no s'hagués presentat voluntari, els britànics l'haurien contractat pel seu coneixement de primera mà de Síria, el Llevant i Mesopotàmia. Finalment va ser enviat al Caire, a la intel·ligència de l'estat major de la GOC Orient Mitjà.
Contràriament al mite posterior, no van ser ni Lawrence ni l'Exèrcit qui van concebre una campanya d'insurgència interna contra l'Imperi Otomà a l'Orient Mitjà, sinó més aviat a l'Oficina Àrab del Foreign Office britànic. L'Oficina Àrab sentia des de feia molt de temps que era probable que una campanya instigada i finançada per potències estrangeres donant suport a la ruptura de tribus i contra el govern centralitzat de l'imperi turc, pagaria grans dividends en el desviament de l'esforç que caldria per respondre a aquest desafiament. L'Oficina Àrab va ser la primera a reconèixer el que avui es coneix com l'asimetria d'aquest conflicte. Les autoritats otomanes haurien de dedicar de cent a mil vegades els recursos per contenir l'amenaça d'una rebel·lió interna en comparació amb el cost aliat de patrocinar-ho.
En aquell moment l'opinió del Foreign Office era que no estaven considerant la regió com a candidats per a la seva incorporació a l'Imperi Britànic, sinó que només com una extensió del rang d'influència britànica, així com el debilitament i la destrucció d'un aliat alemany, l'Imperi Otomà.
Durant la guerra, Lawrence va lluitar amb militars irregulars àrabs sota el comandament de l'Emir Faisal, fill de Sherif Hussein de La Meca, en grans operacions de guerrilles contra l'exèrcit de l'Imperi Otomà. Va persuadir als àrabs de no fer un assalt frontal sobre la fortalesa otomana a Medina, però va permetre a l'exèrcit turc amarrar les tropes a la ciutat guarnició. Els àrabs van ser lliures per a dirigir la major part de la seva atenció al punt feble dels turcs, el ferrocarril de Hejaz, que portava subministraments a la guarnició. Aquest camp de batalla immens lligà encara més les tropes otomanes, que es van veure obligades a protegir el ferrocarril i a la reparació dels constants danys.

#### La conquesta d'Àqaba

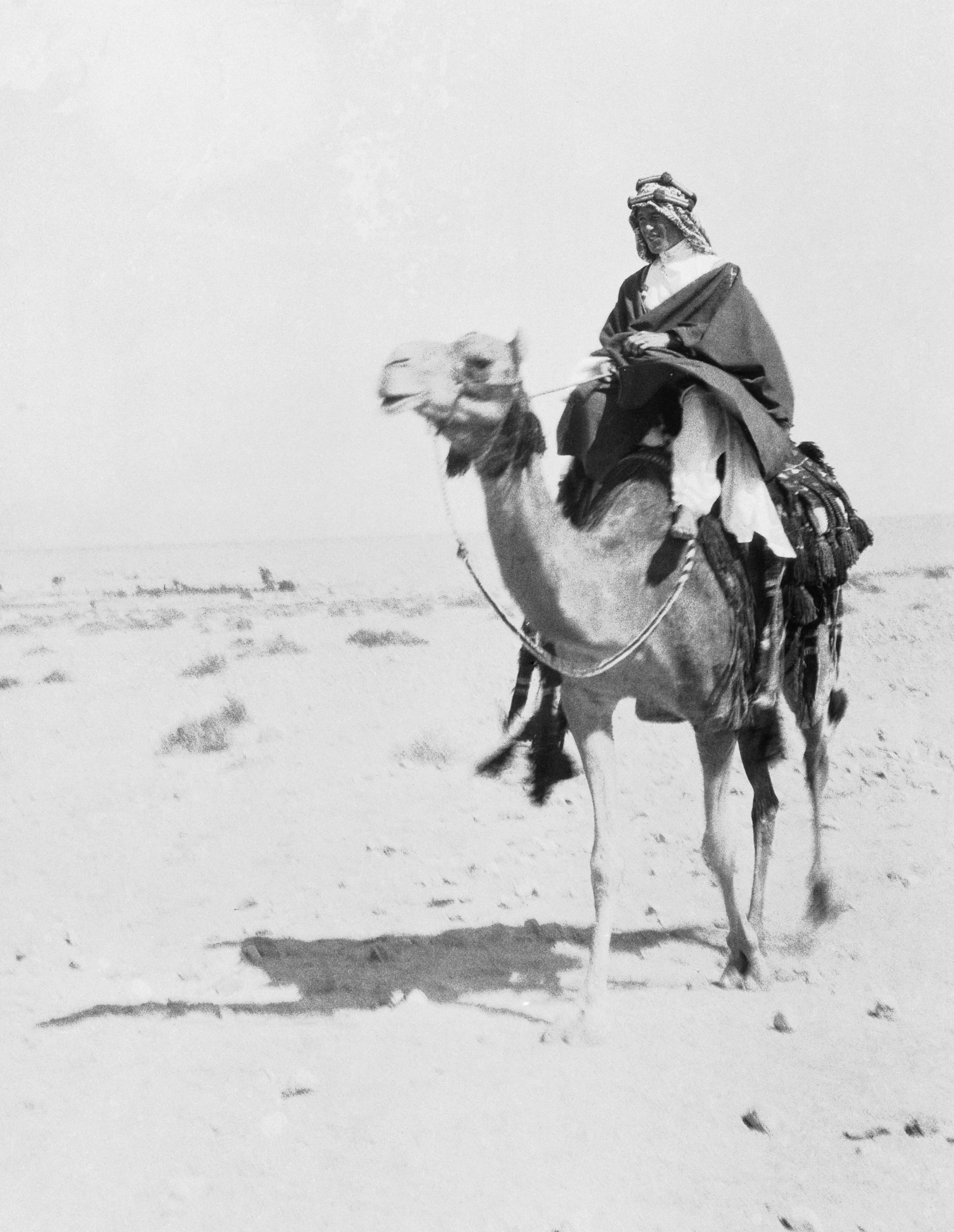
Lawrence a Àqaba, 1917

El 1917, Lawrence va organitzar una acció conjunta amb les forces irregulars àrabs sota Auda Abu Tayi (fins llavors al servei dels otomans) contra de l'estratègicament situada ciutat portuària d'Àqaba. Àqaba estava molt defensada a la costa, però lleugerament defensada a l'interior, ja que es considerava que el desert era intransitable. El 6 de juliol, després d'un atac per sorpresa per terra, Àqaba va caure davant Lawrence i les forces àrabs. Després d'Àqaba, Lawrence va ser promogut a major. Lawrence va exercir com a conseller de Faisal i com algú que gaudia de la confiança d'Allenby.

#### La caiguda de Damasc
L'any següent, Lawrence va participar en la captura de Damasc; i en les últimes setmanes de la guerra va ser ascendit a tinent coronel el 1918. A la recentment alliberada Damasc (que ell havia previst com la capital d'un estat àrab) Lawrence va ser instrumental per l'establiment d'un govern provisional àrab en nom de Faisal. El regnat de Faisal, però, va tenir un abrupte final el 1920, després de la batalla de Maysaloun, quan les forces armades franceses del General Mariano Goybet van entrar a Damasc trencant el somni de Lawrence d'una Aràbia independent.

### Anys de postguerra

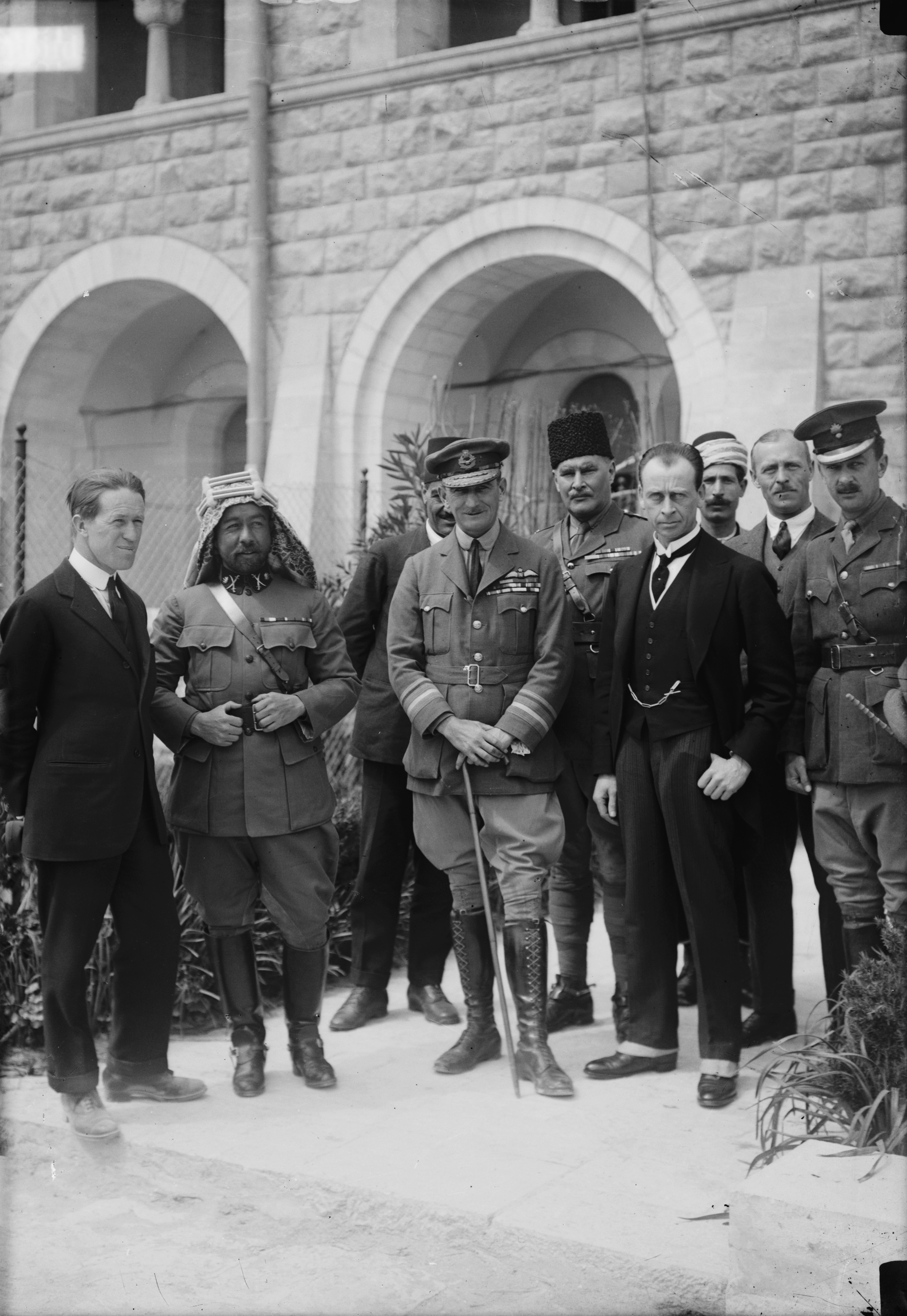
Coronel T. E. Lawrence, l'Emir Abdullah, el mariscal de l'aire Sir Geoffrey Salmond, Sir Herbert Samuel i Sir Deed Wyndham i altres a Jerusalem.

Lawrence va ser fet Company de l'Orde del Bany i se li va concedir l'Orde del Servei Distingit; així com la Legió d'Honor francesa, tot i que l'octubre de 1918 es va negar a ser fet un Cavaller Comandant de l'Imperi Britànic.
Immediatament després de la guerra, Lawrence va treballar per al Foreign Office britànic i va assistir a la Conferència de Pau de París, entre gener i maig com a membre de la delegació de Faisal. Va servir durant gran part del 1921 com a assessor de Winston Churchill a l'Oficina Colonial.
L'agost de 1922, Lawrence va enrolar-se a la Royal Air Force com aircraftman sota el nom de John Hume Ross. No va passar gaire temps abans que fos descobert i, al febrer de 1923, va ser expulsat de la RAF. Va canviar el seu nom pel de T. E. Shaw i es va unir al Royal Tank Corps el 1923. Allà era infeliç i va sol·licitar en repetides ocasions a tornar amb la RAF, fins que finalment ho va aconseguir a l'agost de 1925. Després de la publicació de Revolta al Desert vingué un nou aldarull de publicitat, que va donar lloc a la seva assignació a una base remota a l'Índia britànica a finals de 1926, on va romandre fins a finals de 1928. En aquell moment es va veure obligat a tornar a Anglaterra després que comencessin a circular rumors que estava involucrat en activitats d'espionatge.
Va continuar servint a la RAF amb base a Bridlington, East Riding of Yorkshire especialitzant-se en llanxes d'alta velocitat, i amb gran pesar va abandonar el servei al final del seu allistament, el març de 1935.
Lawrence va ser un gran motociclista, i, en diferents moments, va tenir set motocicletes Brough Superior. (la seva setena moto està en exhibició a l'Imperial War Museum).

### Mort

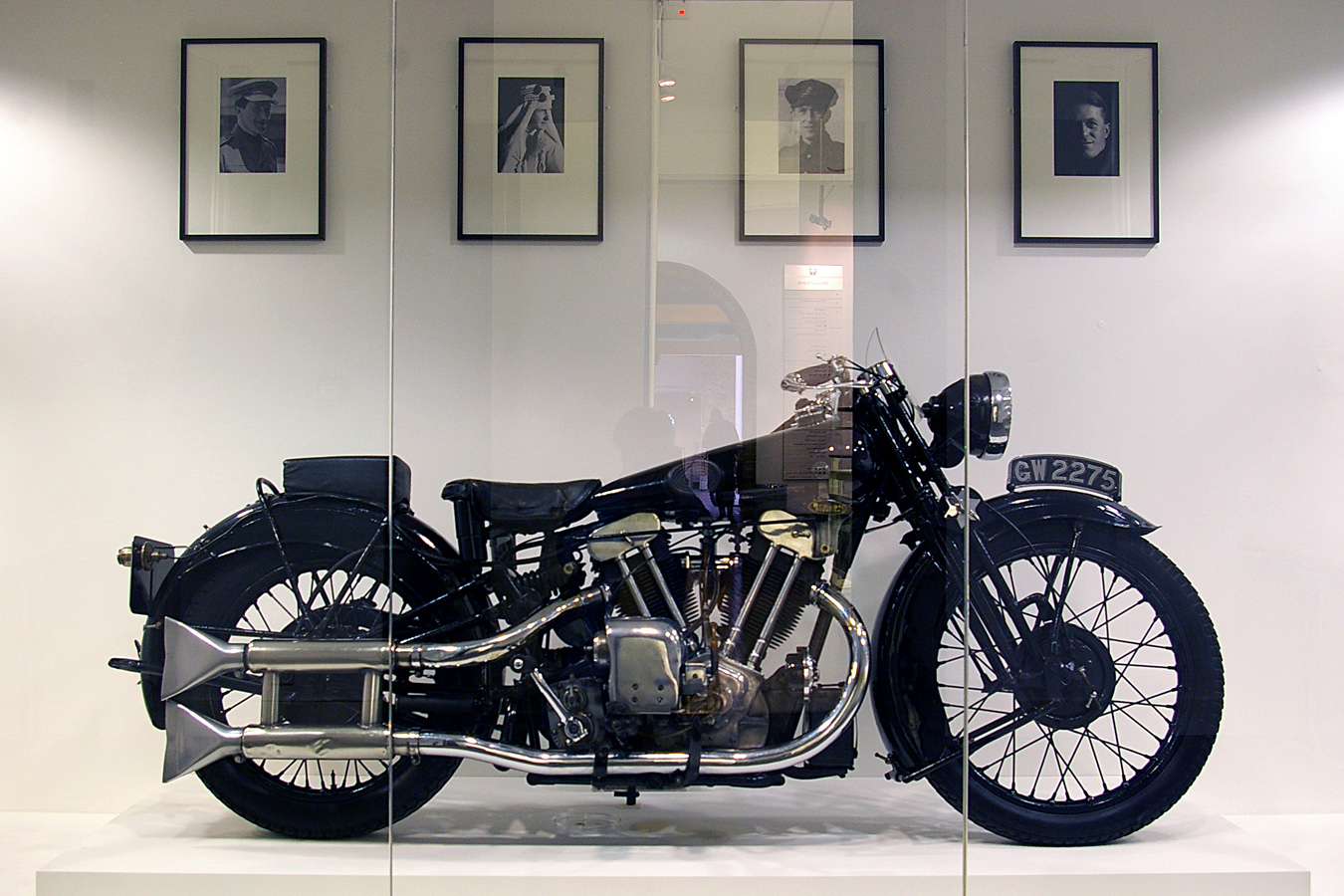
Motocicleta que no va arribar a estrenar. Una Brough Superior SS 100.

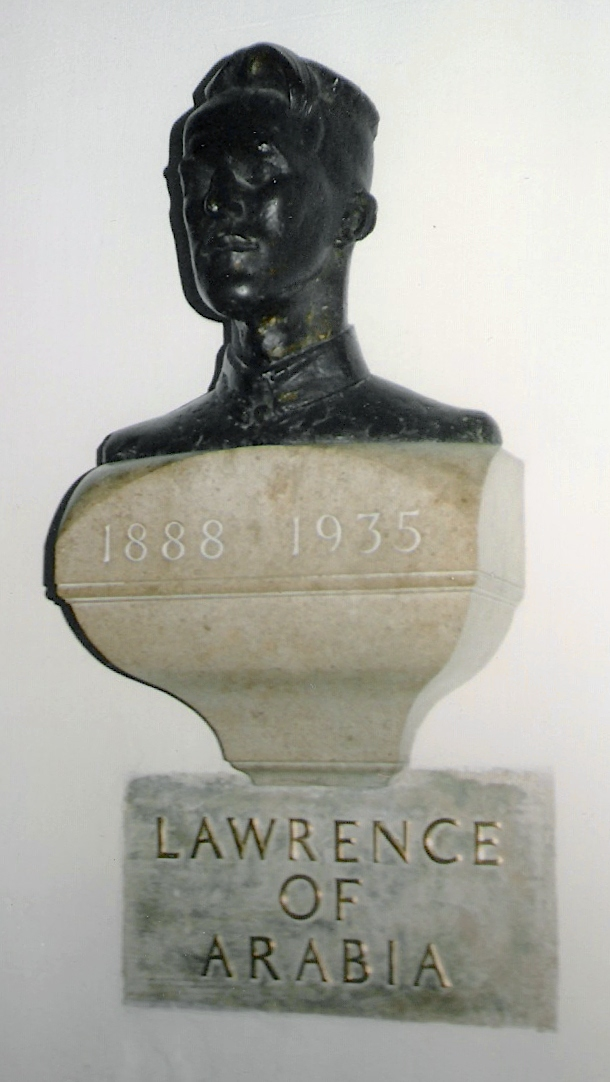
Bust en memòria de Lawrence a la cripta de la catedral de Sant Pau de Londres.

A l'edat de 46 anys, poques setmanes després d'haver deixat el servei, Lawrence va tenir un accident fatal de moto a Dorset. prop de la seva casa de camp, Clouds Hill, prop de Wareham. Un pendent a la carretera obstruí seva visió de dos nens en bicicleta, va desviar-se bruscament per evitar-los, va perdre el control i es va llançar sobre el manillar de la seva moto. Va morir sis dies després. El terreny està marcat per un petit monument al costat de la carretera.
Les circumstàncies de la mort de Lawrence ha tingut conseqüències de llarg abast. Un dels metges que l'assistiren va ser el neurocirurgià Hugh Cairns. Va quedar profundament afectat per l'incident i, en conseqüència, va iniciar un llarg estudi del que va veure com una pèrdua innecessària de vides en moto era per les lesions al cap i les seves investigacions van conduir a la utilització de cascs protectors tant pels motociclistes militars com pels civils. Com a conseqüència del tractament de Lawrence, Sir Hugh Cairns, en última instància, va salvar la vida de molts motoristes.
Al morir Lawrence, la seva mare va escriure als Framptons preguntant si hi havia espai per a ell en la seva parcel·la familiar a l'església de Moreton. Està enterrat a Dorset, al poble de Moreton. Entre els presents al seu funeral hi havia Winston i Clementine Churchill i el germà petit de Lawrence, Arnold. La famosa pedra de l'efígie de Lawrence esculpida per Eric Kennington es pot veure a l'església de Sant Martí, Wareham.
Algunes fonts afirmen que per error Lawrence va ser enterrat a la catedral de Sant Pau de Londres; però en realitat, només se'n col·locà un bust a la cripta.

## Escrits
Durant tota la seva vida, Lawrence va ser un escriptor prolífic. Una gran part de la seva producció va ser epistolar, ja que sovint enviava diverses cartes al dia. Diverses col·leccions de les seves cartes han estat publicades. Va mantenir correspondència amb moltes personalitats, entre ells George Bernard Shaw, Edward Elgar, Winston Churchill, Robert Graves, Noël Coward, E. M. Forster, Siegfried Sassoon, John Buchan, Augustus John i Henry Williamson. Es va reunir amb Joseph Conrad i comentà sobre la seva obra. Les nombroses cartes que va enviar a l'esposa de Shaw, Charlotte, ofereixen una reveladora cara del seu personatge.
En la seva vida, Lawrence va publicar quatre textos de gran importància. Dos van ser la traducció de l'obra l'Odissea d'Homer i El Bosc Gegant - aquest un treball d'un altre oblidat de ficció. Va rebre una tarifa plana per a la segona traducció, i negociar una tarifa més generosa pels royalties per a la primera.

### Els Set Pilars de la Saviesa

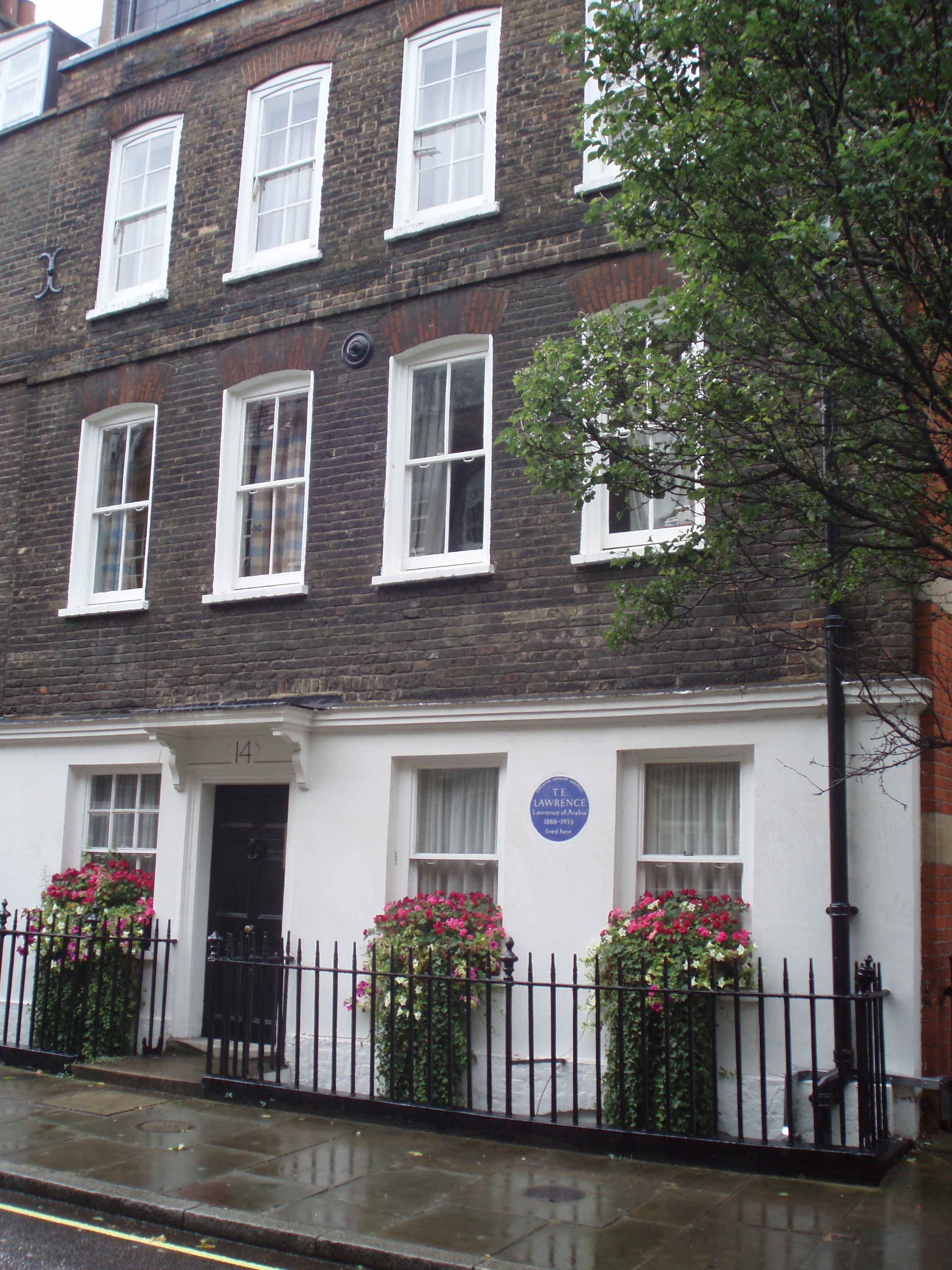
14 Barton Street, Londres SW1, on Lawrence va viure durant l'escriptura de Els Set Pilars.

El principal treball de Lawrence és Els Set Pilars de la Saviesa, un recull de les seves experiències de guerra. El 1919 va ser escollit per a un període de set anys de beques d'investigació a l'All Souls College, Oxford, que li proporcionaren finançament mentre que treballava en el llibre. A més de ser una memòria de les seves experiències durant la guerra, algunes parts també van servir com assaigs sobre estratègia militar, la cultura àrab, la geografia i altres temes. Lawrence reescriure Set Pilars de la Saviesa tres vegades, una vegada de memòria després d'haver perdut el manuscrit mentre que canviava de trens a Reading railway station.
La llista dels seus suposats adorns als Set Pilars és llarga, encara que moltes d'aquestes acusacions han estat desmentides amb el temps, la majoria d'elles ho han estat definitivament a la biografia autoritzada que va escriure Jeremy Wilson. Tanmateix els mateixos quaderns de Lawrence confirmen que la seva afirmació d'haver travessat la península del Sinaí des d'Àqaba fins al Canal de Suez en només 49 hores sense dormir no és certa. En realitat aquest famós viatge en camell va durar més de 70 hores i va ser interromput per dues llargues pauses per dormir que Lawrence va ometre quan va escriure el seu llibre.
Lawrence va reconèixer haver estat ajudat en l'edició del llibre per George Bernard Shaw. En el pròleg a Els Set Pilars, Lawrence va oferir el seu «agraïment al senyor i a la senyora Bernard Shaw per un gran nombre de suggeriments de gran valor i la diversitat, i per a tots els punt i coma presents».
La primera edició va ser publicada el 1926 a un preu alt i per subscripció privada. Lawrence tenia por que el públic podria pensar que trindria guanys substancials per l'obra i va afirmar que va ser escrita com a resultat del seu servei de guerra. Es va comprometre a no obtenir diners d'ell, i de fet no va fer-ho, ja que el preu de venda va ser d'un terç dels costos de producció. Això va deixar a Lawrence un deute substancial.

### Rebel·lió al Desert
Rebel·lió al desert és una versió resumida de Els Set Pilars, que Lawrence va començar el 1926 i es va publicar el març de 1927 en dues edicions limitades i al comerç. Lawrence va dur a terme un necessari exercici publicitari, que es va traduir en un best-seller. Una vegada més es va comprometre a no prendre el pagament d'honoraris a partir de la publicació, en part per apaivagar als abonats a Els Set Pilars que havien pagat un alt preu per les seves edicions. Amb la quarta reimpressió el 1927, el deute de Els Set Pilars va ser pagat. Com que Lawrence s'havia llicenciat del servei militar a l'Índia a finals de 1926, va crear la "Seven Pillars Trust" amb el seu amic DG Hogarth com a administrador, a la qual s'abonaven els drets d'autor i qualsevol excedent d'ingressos de Rebel·lió al Desert.
Al final aconseguí pagar el deute, i Lawrence aleshores invocar una clàusula en el seu contracte d'edició per posar fi a la publicació del resum al Regne Unit. Tanmateix, va permetre que tant les edicions a Amèrica i les traduccions, que van donar lloc a una important corrent d'ingressos. Els beneficis serviren per a un fons educatiu per als nens fills d'oficials de la RAF que van perdre la vida o van quedar invalits a conseqüència del servei, o més substancialment a la RAF Benevolent Fund, creada pel Mariscal de l'Aire Trenchard, fundador de la RAF, el 1919.

## Sexualitat
Encara que hi ha "poques proves de qualsevol mena de sexualitat" suggerint l'asexualitat, alguns escriptors sostenen que es poden trobar evidències que apunten a l'homosexualitat de Lawrence. La majoria dels estudiosos, entre ells el seu biògraf oficial, són escèptics respecte d'aquestes reclamacions.
Lawrence no va parlar de la seva orientació sexual o de pràctiques, però en una carta a un home homosexual, Lawrence va escriure que ell no trobava l'homosexualitat moralment incorrecte, però que li semblava desagradable. En el llibre de "TE Lawrence pels seus amics", molts dels amics de Lawrence s'insisteixen que ell no era homosexual, sinó que simplement no tenia gens d'interès pel tema del sexe. Cap d'ells no sospitava que tingués inclinacions homosexuals. E.H.R. Altounyan, un amic íntim de Lawrence, va escriure el següent al llibre:
"Les dones per a ell són persones, i com a tals les aprecia en funció de les seves característiques. La preocupació pel sexe és (excepte en el defecte), degut a un sentiment d'insuficiència i del seu resultat per al compliment a les palpentes, ni a una veritable simpatia pels seus efectes biològics.  Ni pot tenir molt de pes amb ell.  Era justificadament autosuficient, i fins al moment de la seva mort cap dona el va convèncer de la necessitat d'assegurar la seva pròpia successió.  Ell mai no es va casar perquè ell mai no va trobar la persona correcta [...]." 
Hi ha un passatge clarament homoeròtic en la introducció, al capítol 2, de "Els Set Pilars de la Saviesa": "parpellejant a la sorra, amb els braços en una abraçada calenta."
El llibre està dedicat a "SA" amb un poema que comença:
| "Jo t'estimava, per la qual cosa va trucar les marees dels homes a les meves mans i vaig escriure la meva voluntat a través del cel en els estels Per guanyar la Llibertat, la casa digna de set pilars, que els teus ulls eren brillants per a mi Quan vaig venir." | "I loved you, so I drew these tides of men into my hands and wrote my will across the sky in stars To gain you Freedom, the seven-pillared worthy house, that your eyes might be shining for me When I came." |

La identitat de "SA" segueix sent poc clara s'ha argumentat que aquestes inicials identificar un home, una dona, una nació, o alguna combinació dels anteriors. Lawrence mateix va sostenir que "SA" era un personatge compost. Un possibilitat és que SA sigui Selim Ahmed, també anomenat Dahoum, un jove àrab que va treballar amb Lawrence en una excavació arqueològica abans de la guerra a Carchemish, amb qui es diu que Lawrence va tenir una estreta relació, i que, segons sembla, van morir de tifus el 1918. Una altra especulació és que SA sigui Sarah Aaronsohn, una espia britànica.
A "Els Set Pilars", Lawrence afirma que, mentre que reconeixia Deara vestit d'àrab, va ser capturat. Posant com un circasià, va ser copejat i violat. Biògrafs moderns han posat en dubte que l'incident hagués succeït mai: en part, perquè hi ha problemes amb la cronologia de la història de Lawrence, en part degut a la seva vida sexual posterior va girar al voltant de la flagel·lació masculina, i a més, perquè el comandant otomà a qui acusa de flagelar-lo i sodomitzar-lo va passar a culpar-lo durant la seva vida de postguerra. Les mateixes declaracions de Lawrence i les mesures concernents als fets han contribuït a la confusió: va eliminar la pàgina del seu diari de guerra que hauria cobert la setmana en qüestió de novembre de 1917.
Lawrence contractà gent per fuetejar-lo a ell, la qual cosa indica que tenia un gust pel masoquisme. També, anys després de l'incident de Dera, Lawrence es va embarcar en un rígid programa de rehabilitació física, incloent la dieta, l'exercici i la natació al Mar del Nord. Durant aquest temps, els homes contractà gent pel servei i els explicava una història fictícia sobre un oncle que, per ell Lawrence havia robat diners, li va exigir que allistar en el servei i que de ser superat. Lawrence va escriure cartes pretenent ser l'oncle ("R" o "El Vell"), instruí als homes en la forma en què havia de ser copejat, però també demanar-los que el convencessin a aturar allò. Aquest tractament es va mantenir fins a la seva mort.
La discussió sobre la sexualitat de Lawrence va començar amb la crítica Lawrence d'Aràbia: Una investigació biogràfica, de Richard Aldington (1955). Richard Meinertzhagen va escriure en el seu "Diari de l'Orient Mitjà" que una vegada que es va trobar en Lawrence, es va preguntar, "Nen o nena?" - encara que els historiadors consideren que la trobada no va tenir lloc. L'obra de teatre de Ross (1960) de Terence Rattigan, així com la famosa pel·lícula Lawrence d'Aràbia, de David Lean, va ajudar a introduir la idea en l'imaginari popular.

## Visió de l'Orient Mitjà
Un mapa de l'Orient Mitjà que va pertànyer a Lawrence està exhibit a l'Imperial War Museum de Londres. Va ser esbossat per ell i presentat al Gabinet de Guerra britànic al novembre de 1918.
El mapa ofereix una alternativa a les fronteres d'avui dia a la regió, pel que sembla en part dissenyats amb la intenció de marginar el paper de França després de la guerra a la regió, limitant el seu control colonial directe al Líban actuals. Inclou un estat separat per als armenis i grups de població dels actuals Síria, Jordània i parts de l'Aràbia Saudita en un altre estat, sobre la base de les tribus i les pautes comercials de les rutes.

## Retrats

### Cinema i televisió
- La interpretació més famosa de Lawrence va ser feta per Peter O'Toole el 1962 a la pel·lícula Lawrence d'Aràbia .
- Ralph Fiennes interpretà a Lawrence el 1990 va fer per la TV movie A Dangerous Man: Lawrence After Arabia. Curiosament, tant Fiennes com O'Toole són molt més alts que l'autèntice Lawrence (que només mesurava 1,66 m d'alçada): O'Toole fa 1,88 m i Fiennes, 1,83 m.
- Va ser interpretat per Judson Scott a la sèrie de televisió Voyagers!, de 1982
- Joseph A. Bennett i Douglas Henshall el van interpretar a la sèrie de 1992 a la sèrie de televisió The Young Indiana Jones Chronicles. Lawrence és retratat com un vell amic d'Indiana Jones.

## Obres de Lawrence
- Set Pilars de la Saviesa un compte de Lawrence de participar en la Revolta Àrab. (ISBN 0-8488-0562-3)
- Rebel·lió al desert una versió abreujada dels Set Pilars de la Saviesa. (ISBN 1-56619-275-7)
- La Casa de la Moneda un conte de Lawrence de servei en la Royal Air Force (ISBN 0-393-00196-2)
- Crusader Castles tesi d'Oxford.
- L'Odissea Traducció del grec escrita per Lawrence. (ISBN 0-19-506818-1)
- El Bosque Gegant, per Adrien Le Corbeau, novel·la, Lawrence de la traducció del francès, 1924.
- Les Cartes de TE Lawrence, seleccionat i editat per Malcolm Brown. (ISBN 0-460-04733-7)
- Les Cartes de TE Lawrence, editat per David Garnett (ISBN 0-88355-856-4)
- Lawrence d'Aràbia: La Batalla pel món àrab, dirigida per James Hawes PBS Home Vídeo, el 21 d'octubre de 2003. (ASIN B0000BWVND)